# سلما آقا
سلما آقا (انگلیسی: Salma Agha؛ زادهٔ ۲۵ اکتبر ۱۹۵۶) یک هنرپیشه، و خواننده اهل بریتانیا است.
از فیلم های معروف او می توان به بازی در فیلم نکاح اشاره کرد.